# Mmakgori
Mmakgori – wieś w Botswanie w dystrykcie Southern. Według spisu ludności z 2011 roku wieś liczyła 741 mieszkańców.